# Euridice Axen
Euridice Axen (Roma, 20 de septiembre de 1980) es una actriz italiana de cine y televisión.

## Biografía
Euridice nació en Roma en 1980, hija de los actores Adalberto Maria Merli y Eva Axén (reconocida por su participación en la película de Darío Argento Suspiria). Inició su carrera en la televisión italiana a finales de la década de 1990, registrando apariciones en series como Vivere, Centro Vetrine y Carabinieri. Entre 2009 y 2010 interpretó el papel de Letizia Conti en el seriado dramático Medicina generale, seguido de participaciones en R.I.S. Roma, Cugino & Cugino y The Young Pope, serie coproducida entre Italia, Estados Unidos y Francia. Interpretó la peligrosa Veronica Torre en la fiction thriller italiana su Canale 5 Le tre rose di Eva (Las tres rosa de Eva).
También ha aparecido en algunas producciones cinematográficas, entre las que destacan el drama Loro y la cinta de terror zombi The End?

## Filmografía destacada

### Cine
- Crushed Lives (2015) - interpreta Olivia
- The End? (2017) - interpreta Marta
- Loro (2018) - interpreta Tamara
- Bene ma non benissimo (2018) - interpreta Luisa
- Nati 2 volte (2019)

### Televisión
- Vivere (1999) - interpreta Valeria Castri
- CentoVetrine (2001) - interpreta Monica Graziosi
- Carabinieri (2008) - interpreta Marzia Cherubini
- Medicina generale (2009–2010) - interpreta Letizia Conti
- R.I.S. Roma – Delitti imperfetti (2010–2012) - interpreta Lucia Brancato
- Cugino & cugino (2011) - interpreta Monica Fontana
- Le tre rose di Eva (2013-2017) - interpreta Veronica Torre/Amanda
- L'ispettore Coliandro (2016) - interpreta Anna
- The Young Pope (2016)